# Ferdinand von Richthofen
Ferdinand Freiherr von Richthofen (Silèsia, 5 de maig de 1833 - Berlín, 6 d'octubre de 1905), també conegut com el Baró von Richthofen, fou un geògraf i geòleg alemany. El seu nom complet és Paul Wilhelm Ferdinand von Richthofen.
Va néixer a Carlsruhe (Silèsia, actualment a Polònia) i va estudiar a Berlín. En el curs de la seva carrera va arribar a ser un dels geògrafs més importants d'aquells temps, encara que és més conegut per haver encunyat el terme “Ruta de la seda” per designar les vies de comerç entre Àsia i Europa durant diversos segles.

## Viatges
Entre els anys 1856 i 1859 fa recerques sobre la geologia del Tirol i després sobre la de Transsilvània. El 1860 participa en una expedició a la Xina i estudia breument per primera vegada la seva geologia; no existeixen, però, rastres dels treballs de Richthofen sobre aquest viatge. A mitjans de 1860 visita Califòrnia, Estats Units, per analitzar la relació entre l'or i les cendres volcàniques; va romandre als Estats Units de 1862 a 1868.
Des de 1868 fins a 1872 Richthofen torna a Àsia, visitant de nou la Xina. També viatja al Japó, Borneo i Java. Aquest estudi va ser finançat pel Banc de Califòrnia i el Banc de Xangai. S'interessa pels emplaçaments dels jaciments importants, com els de carbó. Els seus estudis geogràfics, geològics, econòmics i etnogràfics són publicats en tres volums i un atles. El primer volum descriu les muntanyes d'Àsia; el segon, el nord de la Xina; i el tercer, el sud de la Xina; però Richthofen no tindrà temps d'acabar-lo.
El 1877 encunya el terme de la ruta de la seda.
També escriu una sèrie de cartes a la Cambra de comerç de Shanghai, en les quals destaca la importància dels jaciments de carbó de Shandong, així com la de Kiaochow com a port.
Altres tres volums pòstums són editats el 1911 i 1912. Aquestes recerques són útils per a la comprensió d'Àsia per part dels europeus.

## Carrera universitària
Richthofen va ser professor de geologia a la Universitat Humboldt de Berlín des de 1875 fins a 1877 i a la Universitat de Bonn fins a 1883, professor de geografia a Leipzig de 1883 a 1886 i després altre cop a Berlín a partir de 1886. De 1902 a 1905 és president de la Societat de geografia alemanya i el primer president del Institut für Meereskunde (Institut d'oceanografia). La Geological Society of London li concedeix la Medalla Wollaston el 1892.
Mor a Berlín el 1905.

## La geografia de Richthofen
Poc després d'haver accedit a la seva càtedra a Leipzig el 1883, Richthofen exposa la seva concepció de la geografia. Aquesta definició tindrà una influència considerable a Alemanya i en altres països. Per Richthofen, el domini propi de la geografia és molt ampli: bàsicament la superfície terrestre (la qual inclou la litosfera, la hidrosfera i l'atmosfera) i tots els fenòmens que estan en relació de causalitat amb aquesta, inclòs l'home.
Richthofen distingeix, a més, tres grans àrees dins de la geografia:
- La geografia especial o corogràfica és essencialment un estudi descriptiu i preparatori d'acumulació de dades en una àrea determinada de la superfície terrestre.

- La geografia general, que es divideix en geografia física, geografia biològica i antropogeografía, analitza aquestes dades i els classifica des d'un punt de vista temàtic i comparatiu.

- Finalment, la geografia corològica representa la culminació explicativa del treball geogràfic, ja que reconstrueix les relacions de causalitat entre tots els fenòmens que coexisteixen en una àrea determinada.

Metodològicament, Richthofen no veia diferències entre la geografia i altres ciències i advocava per utilitzar punts de vista tant morfològics com genètics, així com per l'especialització temàtica del geògraf.

## Obres
- China, Ergebnisse eigener Reisen (5 volums i Atles, 1877-1912)
- Führer für Forschungsreisende (1886)
- Geomorphologische Studien aus Ostasien (1901-03)

## Curiositats
- Ferdinand von Richthofen era oncle de Manfred von Richthofen, pilot de la Primera Guerra Mundial, més conegut com el Baró Roig.

- Les serralades de l'extrem sud del Corredor Gansum, a l'est de la Xina, van ser anomenades Serralades Richthofen en el seu honor, encara que actualment el seu nom és Qilian Shan.